# Expérience de la Terre jumelle
Pour les articles homonymes, voir Terre jumelle.
L’expérience de la Terre jumelle est une expérience de pensée proposée par le philosophe américain Hilary Putnam en 1975, qui la qualifie de « science-fiction », dans le cadre d'une réflexion sur le concept de signification (ou « vouloir-dire », traduction de l'allemand « Bedeutung »). Elle a été formulée dans un article intitulé The meaning of "meaning" (La signification de « signification »).
Elle fait partie aujourd'hui de la théorie dite d'externalisme sémantique, qui considère que les significations
(« Bedeutung ») ne dépendent pas exclusivement des états mentaux du locuteur. Cela revient à réfuter le caractère essentiellement privé de la signification : on peut utiliser un terme sans en connaître parfaitement l'extension. Après avoir exposé l'expérience de la Terre jumelle, Putnam donne en effet un autre exemple : je peux utiliser le terme « aluminium », ou « orme », sans avoir une idée précise de son extension, par exemple si je ne sais pas le distinguer clairement et distinctement du terme de « molybdène » ou de « hêtre ». Toutefois, cela n'implique pas que l'extension du terme en question soit parfaitement déterminée : un métallurgiste, ou un garde forestier, saura distinguer l'aluminium du molybdène, ou un hêtre d'un orme. Il y a donc une « division du travail linguistique » : la signification des mots n'est pas fixée dans l'ego des individus, mais dans la communauté linguistique prise dans son ensemble.
L'ambition de Putnam, à travers cette expérience de pensée, était de montrer que l’extension (ou référence, ou dénotation) d’un terme n’est pas déterminée entièrement par les états psychologiques du locuteur (« les significations ne sont pas dans la tête »). Il s'agissait ainsi d'une critique de la théorie descriptive de la signification. Depuis, des philosophes, comme Tyler Burge par exemple, ont proposé différentes variantes de cette expérience.

## Introduction
Avant d'introduire son exemple de science-fiction, Putnam isole deux hypothèses non interrogées par la théorie descriptiviste de la signification[pas clair] :
- connaître la signification d'un terme revient à être dans un certain état psychologique[1] ;
- la signification d'un terme (au sens d'intension) détermine son extension (au sens où l'identité d'intension implique l'identité d'extension)[1].

Selon lui, Frege et Carnap, qui partageaient cette théorie du concept, mais refusaient le « psychologisme », assimilaient le concept non pas à une entité mentale, comme le faisait la philosophie médiévale, mais à une entité abstraite. Toutefois, la saisie de ces entités abstraites demeurait un « acte psychologique » : comprendre un mot, ou connaître son intension, c'était selon eux être dans un certain état psychologique.
C'est ce qu'il tente de réfuter par son expérience de la Terre jumelle.

## Description de l'expérience
Putnam nous demande d'imaginer qu’il existe quelque part dans la Voie lactée une planète, nommée Terre-Jumelle, qui ressemble exactement à la Terre. Sur cette planète se trouvent même des locuteurs français. Il existe bien sûr quelques petites différences entre le français tel qu’il est parlé sur Terre-Jumelle et le français parlé sur la Terre. L’une de ces différences est liée à une particularité de Terre-Jumelle elle-même. Il se trouve que sur cette planète, le liquide appelé « eau » n’a pas pour composition chimique H2O mais une formule assez longue qui peut être abrégée en XYZ. Le liquide composé d'XYZ ne présente aucune différence observable avec le liquide composé d'H2O, il est lui aussi un liquide inodore et incolore, que l’on trouve dans les rivières, les océans etc. 
L'extension du terme « eau » (au sens de eau T, c'est-à-dire de la signification qu'on lui donne sur Terre), sur la planète Terre, est l'ensemble de tous les composés d'H2O. L'extension du terme « eau », au sens d'eau  TJ , est l'ensemble de tous les composés XYZ. En d'autres termes, le mot « eau », au sens d'eau T, dénote l'ensemble du liquide composé d'H2O, que l'on sache, ou non, que l'eau a pour formule chimique H2O ; tandis que le mot « eau », au sens d'eau TJ, dénote l'ensemble du liquide composé d'XYZ, que l'on sache ou non, que l'« eau » sur Terre-Jumelle a pour formule chimique XYZ.
Imaginons maintenant qu’un voyageur terrien, après avoir enquêté sur Terre-Jumelle, effectué des prélèvements, et soumis ces prélèvements à des chimistes, revienne sur Terre. On peut imaginer qu’il ferait le rapport suivant : « Sur Terre-Jumelle, “eau” signifie XYZ ». Inversement, un voyageur Terre-Jumellien, après avoir enquêté sur Terre, effectué des prélèvements, et soumis ces prélèvements à des chimistes, revenant sur Terre-Jumelle, ferait probablement le rapport suivant : « Sur Terre, “eau” signifie H2O ».
Remontons maintenant dans le temps, en 1750 par exemple, c’est-à-dire avant l’invention de la chimie moderne sur les deux planètes. Et intégrons au scénario deux nouveaux personnages : Oscar1, vivant sur Terre en 1750, et Oscar2, vivant sur Terre-Jumelle en 1750 aussi. On peut même supposer, si l’on veut, qu’Oscar1 et Oscar2 sont des doubles quasi identiques, par l’apparence, les sentiments, la pensée, le monologue extérieur, etc. Aucun des deux ne sait que « eau » a pour extension H2O ou XYZ. Ils ont donc tous les deux les mêmes expériences et croyances à propos de l’eau. Ainsi, et si tant est que quelque chose comme un état mental étroit existe, alors il est, de même que leurs concepts, identique pour Oscar1 et pour Oscar2. Or, « l’extension du terme « eau » sur Terre en 1750 était H2O, tout comme en 1950, et l’extension du terme ‘eau’ sur Terre-Jumelle en 1750 était XYZ, tout comme en 1950 ».
On a donc deux individus ayant le même état psychologique qui, tout en utilisant le même terme, signifient ou veulent dire deux choses différentes. Ainsi, les états mentaux étroits ne déterminent pas entièrement la signification, au sens où ils ne contribuent pas à la détermination de l’extension :

« Oscar1 et Oscar2 comprenaient le terme « eau » différemment en 1750, bien qu'ils fussent exactement dans le même état psychologique, et bien qu'étant donné l'état d'avancement de la science de l'époque, il aurait fallu environ cinquante ans à leurs communautés scientifiques pour découvrir qu'ils comprenaient ce terme différemment. Ainsi, l'extension du terme « eau » (et, en fait, sa « signification » dans l'usage intuitif, préanalytique, de ce terme) n'est pas une fonction de l'état psychologique du locuteur. »

Selon Putnam, ce qui permet de dire que le terme « eau » garde la même dénotation en 1750 et aujourd'hui, indépendamment des connaissances en chimie du locuteur, c'est que si je montre un verre d'eau, et que je dis: ce liquide s'appelle de l'eau, « ma définition ostensive de l'eau a la présupposition empirique suivante » : l'échantillon d'eau que je montre du doigt (le verre d'eau) entretient une relation d'équivalence avec d'autres liquides que nous appelons « eau » (celui qui remplit l'Atlantique). Cette présupposition peut se révéler fausse : le verre d'eau peut contenir de l'alcool. « La définition ostensive véhicule ainsi ce que nous pourrions appeler une condition nécessaire et suffisante défaisable. » Si la condition empirique n'est pas satisfaite (il s'agit en fait d'alcool), il n'entre pas dans mon intention que ma définition ostensive soit acceptée.
Mais, selon Putnam, la relation même (x est le même liquide que y) est théorique. Ainsi, en 1750 on pouvait croire qu'XYZ entretenait la relation même-liquide avec l'eau du lac Michigan, et en 1850 nous savons qu'il n'en est plus ainsi. Mais le fait qu'un locuteur terrien aurait pu appeler XYZ eau en 1750, c'est-à-dire penser qu'il s'agit du même liquide que l'eau du lac Michigan, « ne signifie pas que la signification du terme “eau” ait changé pour le locuteur moyen pendant cet intervalle. Aussi bien en 1750 qu'en 1850 ou en 1950, on aurait montré, par exemple, le liquide contenu dans le lac Michigan pour désigner un exemple d'“eau”. »
Comme l’écrit Putnam : « Les significations ne sont pas dans la tête. » (« Meaning ain't in the head. ») Ce qui se passe dans la tête du locuteur ne suffit pas à déterminer la signification des mots. Je peux ne pas savoir la différence entre XYZ et H2O, ou entre de l'aluminium et du molybdène, l'extension de ces termes n'en demeure pas moins la même :

« Nous voyons que l'état psychologique d'un locuteur ne détermine pas l'extension du mot (ou, pour parler de façon préanalytique, sa signification). »

On ne peut se contenter de l'état psychique, ou du contenu mental d'un locuteur donné, pour déterminer la référence des termes qu'il utilise : il faut aussi examiner l'histoire causale qui a mené à l'adoption de ces termes (l'un a appris l'usage du mot « eau » dans un monde rempli de H2O, et l'autre dans un monde rempli de XYZ). Aussi, cette expérience mène à une théorie causale de la référence.
De même, si je ne sais pas faire la différence entre un hêtre et un orme, l'extension de ces termes n'en diffère pas moins :

« Peut-on vraiment croire que cette différence d'extension soit provoquée par une différence dans nos concepts ? Mon concept d'un orme est exactement le même que celui d'un hêtre (je rougis de l'avouer). (Au passage, cela montre que l'identification de la signification – “dans le sens d'intention” – au concept ne peut pas être correcte). »

## Objections et critiques
Ainsi, selon Putnam, la signification des mots que nous utilisons n'est pas que dans la tête (« meaning ain't in the head ») et dépend de notre environnement ainsi que d'une communauté linguistique déterminée. En effet, cette expérience de pensée montre que les deux Oscar ne pensent pas à la même chose, alors qu'ils sont dans le même état de pensée ou même état psychologique. Cette posture intellectuelle, dans la lignée de Carnap, Frege ou Russell, s'appelle « antipsychologisme » et affirme que les significations ne sont pas dans la tête.
Cette position issue de l'expérience de pensée de Putnam a été critiquée, notamment sur l'identité des états mentaux : sont-ils exactement les mêmes ou s'agit-il seulement d'une simple parenté ? Une approche moins radicale, qui refuserait la position ontologique de Putnam pour n'insister que sur un aspect épistémologique du problème, pourrait conclure que la connaissance d'un état psychologique ne permet pas de connaître (de déterminer) la signification du concept auquel se rattache cet état. Dans cette perspective, la signification resterait tout de même dans la tête. C'est le cas du linguiste Noam Chomsky qui, tenant d'une approche naturaliste et très sceptique à l'endroit des interprétations externalistes, estime qu'il n'existe pas de relation de référence « entre les mots et les choses » et qu'« invoquer les notions non expliquées de “communauté” ou de “langage public”, prises dans un sens absolu, ne fait qu'obscurcir les choses ». Évoquant l'existence de « jugements intuitifs concernant les expressions linguistiques et les perspectives et points de vue particuliers qu'elles fournissent à l'interprétation et à la pensée », il estime qu'« aucune intuition ne nous dit si le terme water (eau) a la même “référence” pour Oscar et pour Oscar-Jumeau ».
De plus, dans son article de 1975, Putnam affirmait que la référence des mots « eau » utilisés par les deux jumeaux variait bien que leurs états psychologiques soient identiques. Tyler Burge a par la suite essayé de montrer, dans « Other Bodies » (1982), que leurs états psychiques étaient différents : l'un avait le concept de H20, l'autre, le concept de XYZ. Putnam s'est depuis lors rallié à cette interprétation.